# Lake County (Florida)
Das Lake County ist ein County im Bundesstaat Florida der Vereinigten Staaten. Der Verwaltungssitz (County Seat) ist Tavares.

## Geographie
Das County hat eine Fläche von 2.995 Quadratkilometern, wovon 526 Quadratkilometer Wasserfläche sind. Es grenzt im Uhrzeigersinn an folgende Countys: Volusia County, Seminole County, Orange County, Polk County, Sumter County und Marion County. Zusammen mit den Countys Orange, Osceola und Seminole bildet das County die Metropolregion Greater Orlando.

## Geschichte
Das Lake County wurde am 27. Mai 1887 gebildet. Benannt wurde es nach den zahlreichen Seen in dem Gebiet. Im Lake County gibt es etwa 1.400 Seen.

## Demografische Daten

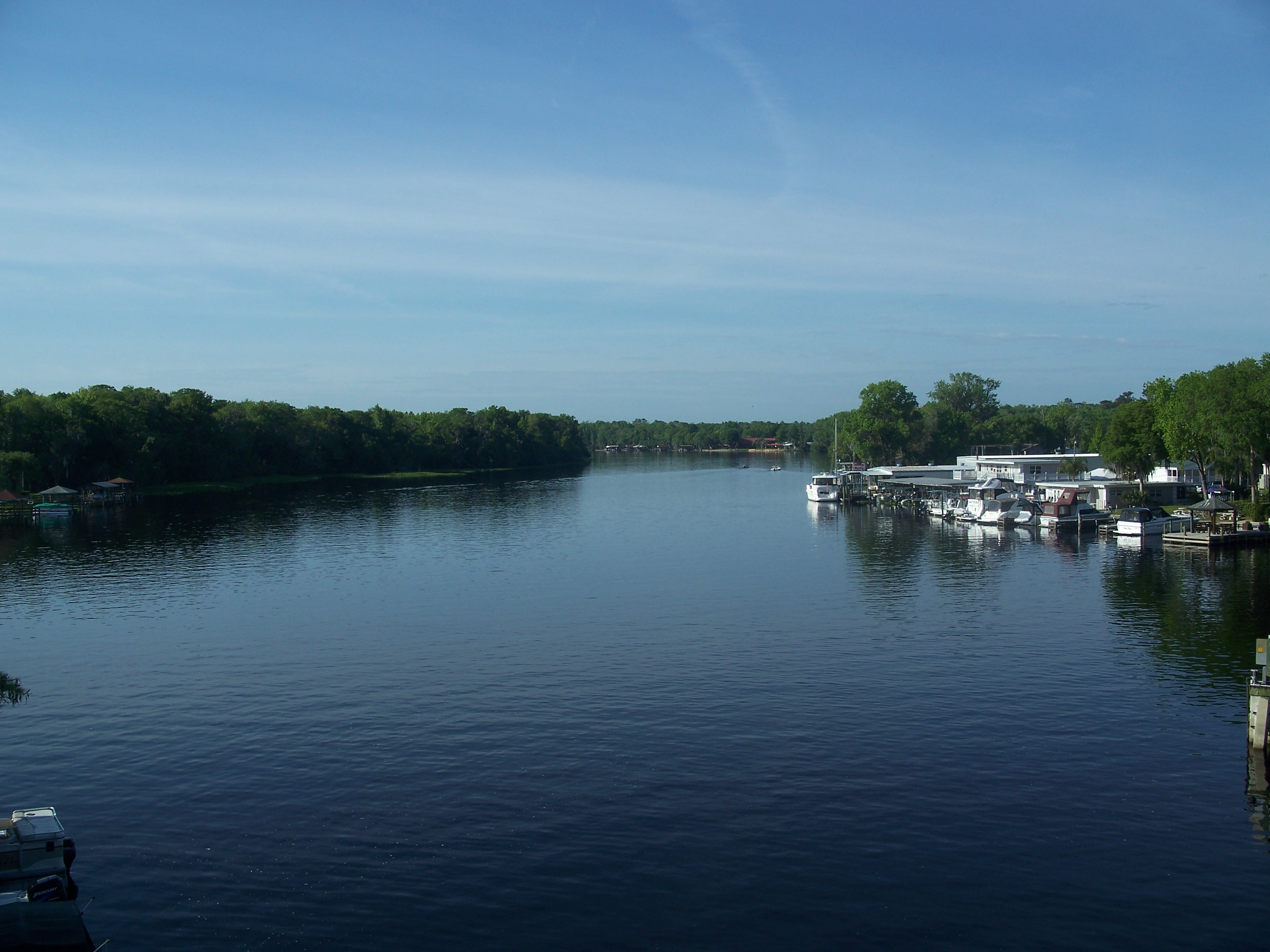
St. Johns River

Nach der Volkszählung im Jahr 2010 lebten im Lake County 297.052 Menschen in 144.786 Haushalten. Die Bevölkerungsdichte betrug 120,3 Einwohner pro Quadratkilometer. Ethnisch betrachtet setzte sich die Bevölkerung zusammen aus 82,0 % Weißen, 9,8 % Afroamerikanern, 0,5 % Indianern und 1,7 % Asian Americans. 3,7 % waren Angehörige anderer Ethnien und 2,3 % verschiedener Ethnien. 12,1 % der Bevölkerung bestand aus Hispanics oder Latinos.
Im Jahr 2010 lebten in 27,3 % aller Haushalte Kinder unter 18 Jahren sowie 40,4 % aller Haushalte Personen mit mindestens 65 Jahren. 69,1 % der Haushalte waren Familienhaushalte (bestehend aus verheirateten Paaren mit oder ohne Nachkommen bzw. einem Elternteil mit Nachkomme). Die durchschnittliche Größe eines Haushalts lag bei 2,42 Personen und die durchschnittliche Familiengröße bei 2,86 Personen.
23,0 % der Bevölkerung waren jünger als 20 Jahre, 19,9 % waren 20 bis 39 Jahre alt, 25,8 % waren 40 bis 59 Jahre alt und 31,2 % waren mindestens 60 Jahre alt. Das mittlere Alter betrug 46 Jahre. 48,5 % der Bevölkerung waren männlich und 51,5 % weiblich.
Das jährliche Durchschnittseinkommen eines Haushalts betrug 45.663 USD, dabei lebten 13,0 % der Bevölkerung unter der Armutsgrenze.
Im Jahr 2010 war englisch die Muttersprache von 88,22 % der Bevölkerung, spanisch sprachen 8,82 % und 2,96 % hatten eine andere Muttersprache.

## Kultur und Sehenswürdigkeiten

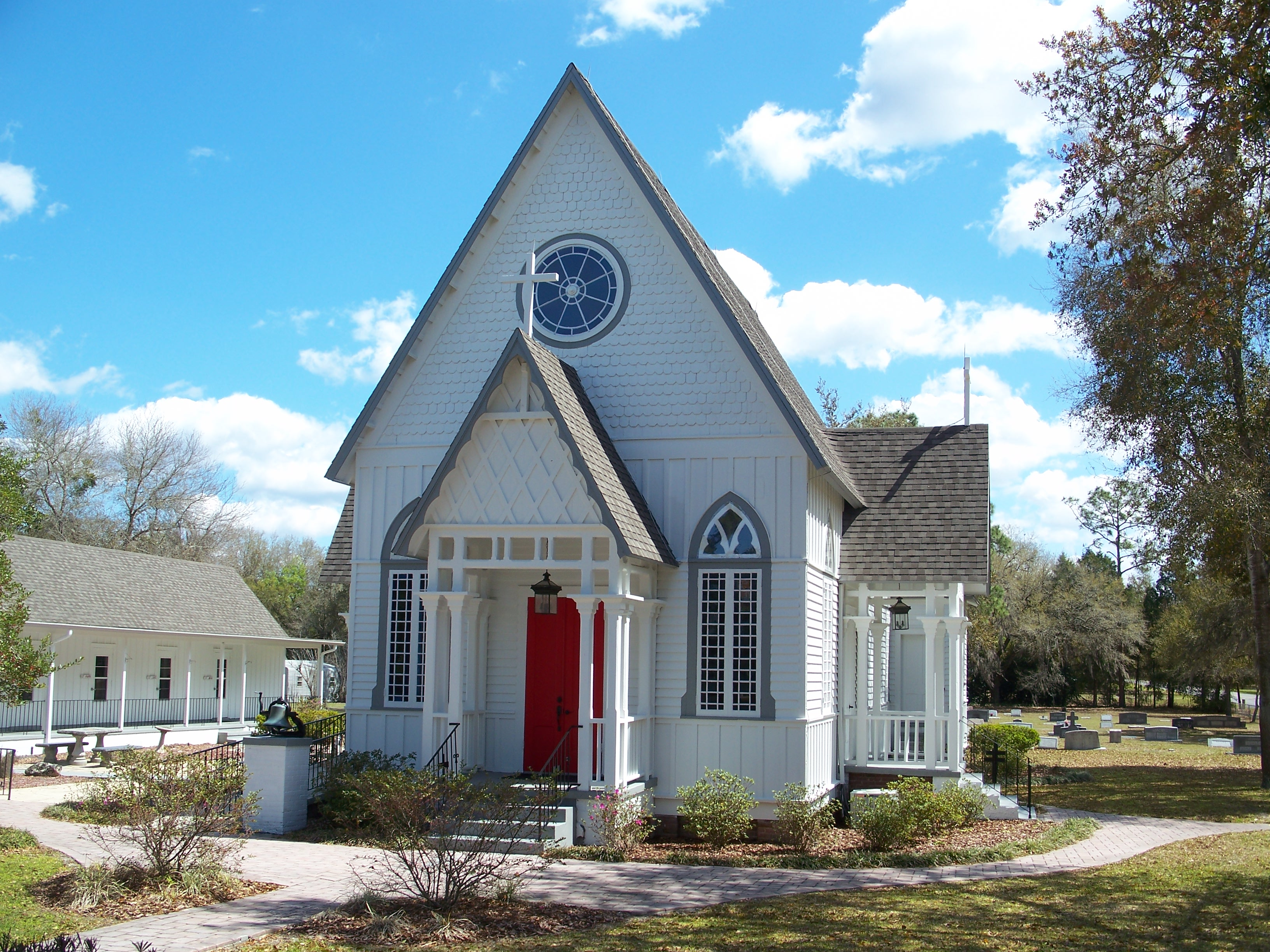
Holy Trinity Episcopal Church (2010). Die Kirche wurde im Jahre 1888 im Stile des Carpenter Gothic („Zimmermann-Gotik“) errichtet. Das Gebäude wurde im Dezember 1974 als erstes Objekt des County in das NRHP eingetragen.

33 Bauwerke, Stätten und historische Bezirke (Historic Districts) im Lake County sind im National Register of Historic Places („Nationales Verzeichnis historischer Orte“; NRHP) eingetragen (Stand 28. Januar 2023), darunter das Gerichts- und Verwaltungsgebäude des County, zwei archäologische Fundstätten und eine Konzertmuschel.

## Weiterführende Bildungseinrichtungen
- Lake-Sumter Community College in Clermont
- Beacon College in Leesburg
- Lake-Sumter Community College in Leesburg

## Orte im Lake County
Orte im Lake County mit Einwohnerzahlen der Volkszählung von 2010:
Cities:
- Clermont – 28.742 Einwohner
- Eustis – 18.558 Einwohner
- Fruitland Park – 4.078 Einwohner
- Groveland – 8.729 Einwohner
- Leesburg – 20.117 Einwohner
- Mascotte – 5.101 Einwohner
- Minneola – 9.403 Einwohner
- Mount Dora – 12.370 Einwohner
- Tavares (County Seat) – 13.951 Einwohner
- Umatilla – 3.456 Einwohner

Towns:
- Astatula – 1.810 Einwohner
- Howey-in-the-Hills – 1.098 Einwohner
- Lady Lake – 13.926 Einwohner
- Montverde – 1.463 Einwohner

Census-designated places:
- Altoona – 89 Einwohner
- Astor – 1.556 Einwohner
- Ferndale – 472 Einwohner
- Four Corners – 26.116 Einwohner
- Lake Kathryn – 920 Einwohner
- Lake Mack-Forest Hills – 1.010 Einwohner
- Lisbon – 260 Einwohner
- Mount Plymouth – 4.011 Einwohner
- Okahumpka – 267 Einwohner
- Paisley – 818 Einwohner
- Pine Lakes – 862 Einwohner
- Pittman – 180 Einwohner
- Silver Lake – 1.879 Einwohner
- Sorrento – 861 Einwohner
- The Villages – 51.442 Einwohner
- Yalaha – 1.364 Einwohner